# سیارک ۱۲۱۷۶
سیارک ۱۲۱۷۶ (به انگلیسی: 12176 Hidayat، نامگذاری:3468T-3)۱۲۱۷۶مین سیارک کشف شده‌است که در ۱۶ اکتبر ۱۹۷۷ کشف شد.